# Колонна Юстиниана

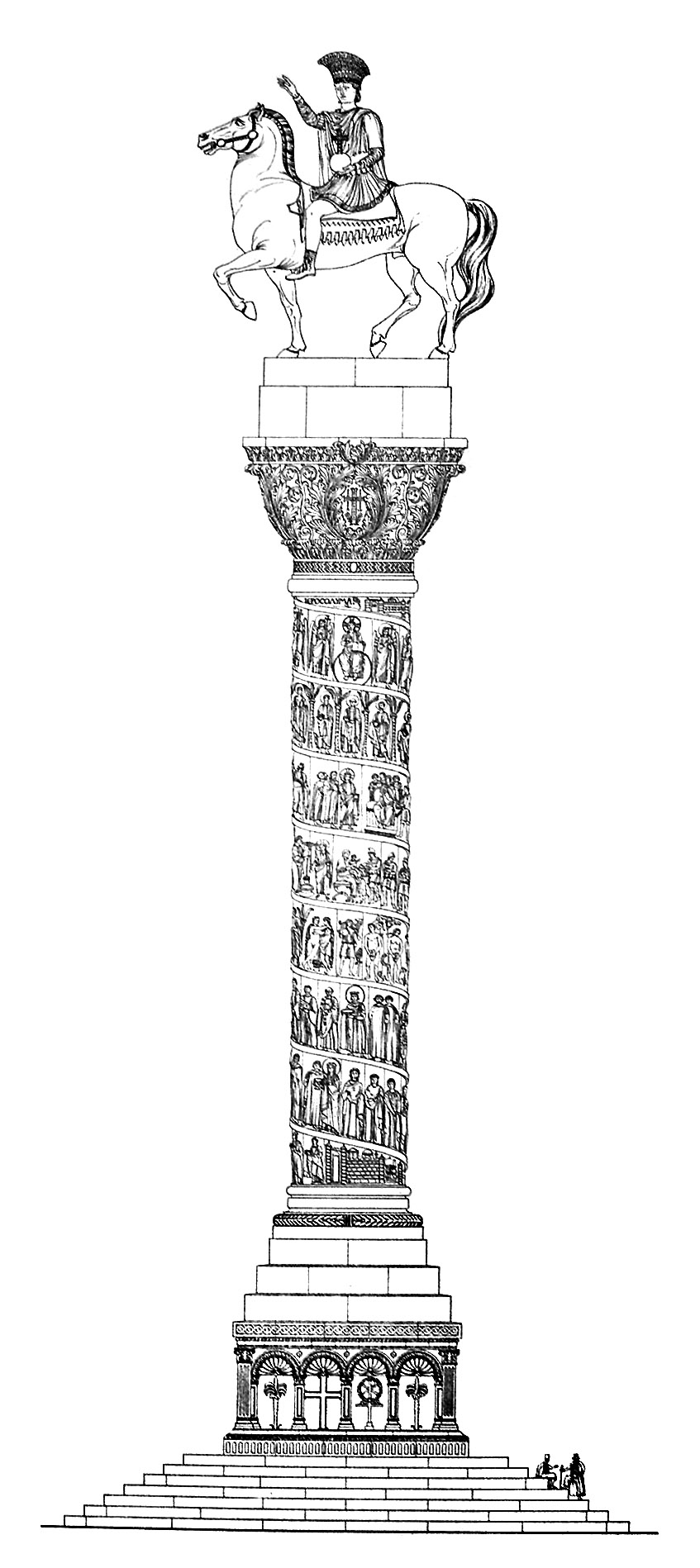
Реконструкция колонны по Корнелиусу Гурлитту, 1912. Ошибочно показан винтовой фриз как у колонны Траяна.

Колонна Юстиниана — римская триумфальная колонна, возведённая в Константинополе по приказу византийского императора Юстиниана I в честь побед его армий в 543 году. Она стояла в западной части площади Августейон, между собором святой Софии и Большим дворцом, пока не была разрушена в начале XVI века османами.

## Описание
Колонна представляла собой грандиозное сооружение, производившее сильнейшее впечатление на зрителей. В своём трактате О постройках Прокопий Кесарийский описывает её второй, сразу после рассказа о соборе святой Софии. Согласно его описанию, колонна была установлена на вершине ступенчатой пирамиды, на семи каменных ступенях которой могли сидеть жители города. Сама колонна не была сплошной, а была составлена из огромных прямоугольных монолитов, связанных раствором и бронзовыми картинами и венками. На верху колонны была установлена обращённая на восток конная статуя Юстиниана. Конь изображён в движении, его левая нога «поднята в воздух, как будто он собирается ступить на находящуюся перед ним землю, другая твердо опирается на камень, на котором стоит конь, с тем чтобы сделать следующий шаг; задние же ноги у него так напряжены, что, когда им придется двинуться, они тотчас же готовы.» Император одет как Ахиллес — на нём высокие башмаки, а нога от лодыжки без поножей. На нём надет панцирь, на голове шлем, увенчанный плюмажем (туфа). В руках его нет оружия, только шар, увенчанный крестом, символизирующий власть императора над всей землей, достигнутую не силой оружия, а верой. Правая рука статуи вытянута к востоку.

## История

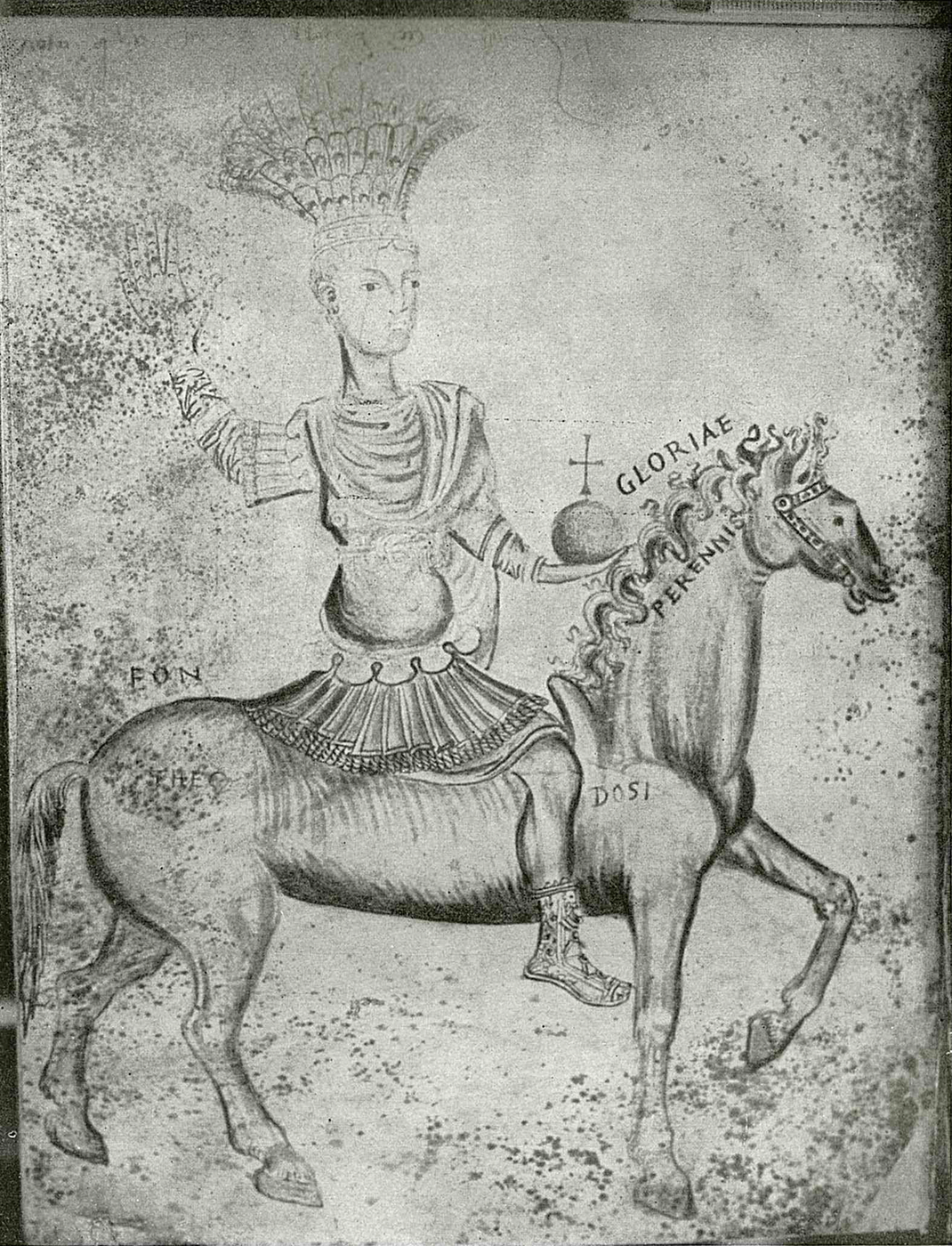
Изображение конной статуи Юстиниана, 1430 год. Надпись THEO DOSI, может указывать на возможное использование элементов более древних монументов Феодосия I или Феодосия II. Рисунок Кириака Анконского.

Колонна простояла без повреждений до заката Византийской империи, когда она была описана Никифором Григорой.
Существуют многочисленные описания колонны, сделанные русскими паломниками, посещавшими город. Самое раннее на Руси описание этой статуи приводится в «Беседах о святынях и других достопамятностях Царьграда», автором которых был, вероятно, Василий Калика, который отметил присутствие перед колонной группы из трёх коленопреклонённых «цари погани», размещённых на небольших пьедесталах. Вероятно, они существовали ещё в конце 1420-х годов, но были удалены до 1433 года. Также описание статуи даёт Стефан Новгородец. Известно, что по просьбе Епифания Премудрого колонну нарисовал Феофан Грек, однако это изображение до нас не дошло. Колонна неоднократно воспроизводилась на памятниках русского искусства, наиболее известны изображения на иконах, хранящихся в Государственном Русском Музее и Третьяковской галерее.
Сама колонна описывается как чрезвычайно большая, 70 метров согласно Кристофоро Буондельмонти и была видна с моря. Григора приводит рассказ о том, что когда плюмаж со шлема статуи рухнул, для его восстановления пришлось прибегнуть к услугам акробата, который с крыши храма святой Софии при помощи стрелы по бечевке первым прошел к основанию статуи. После окончания ремонта смельчак получил от императора Феофила 100 золотых номисм за смелость. Во время латинского завоевания Константинополя с колонны была сорвана бронзовая облицовка.

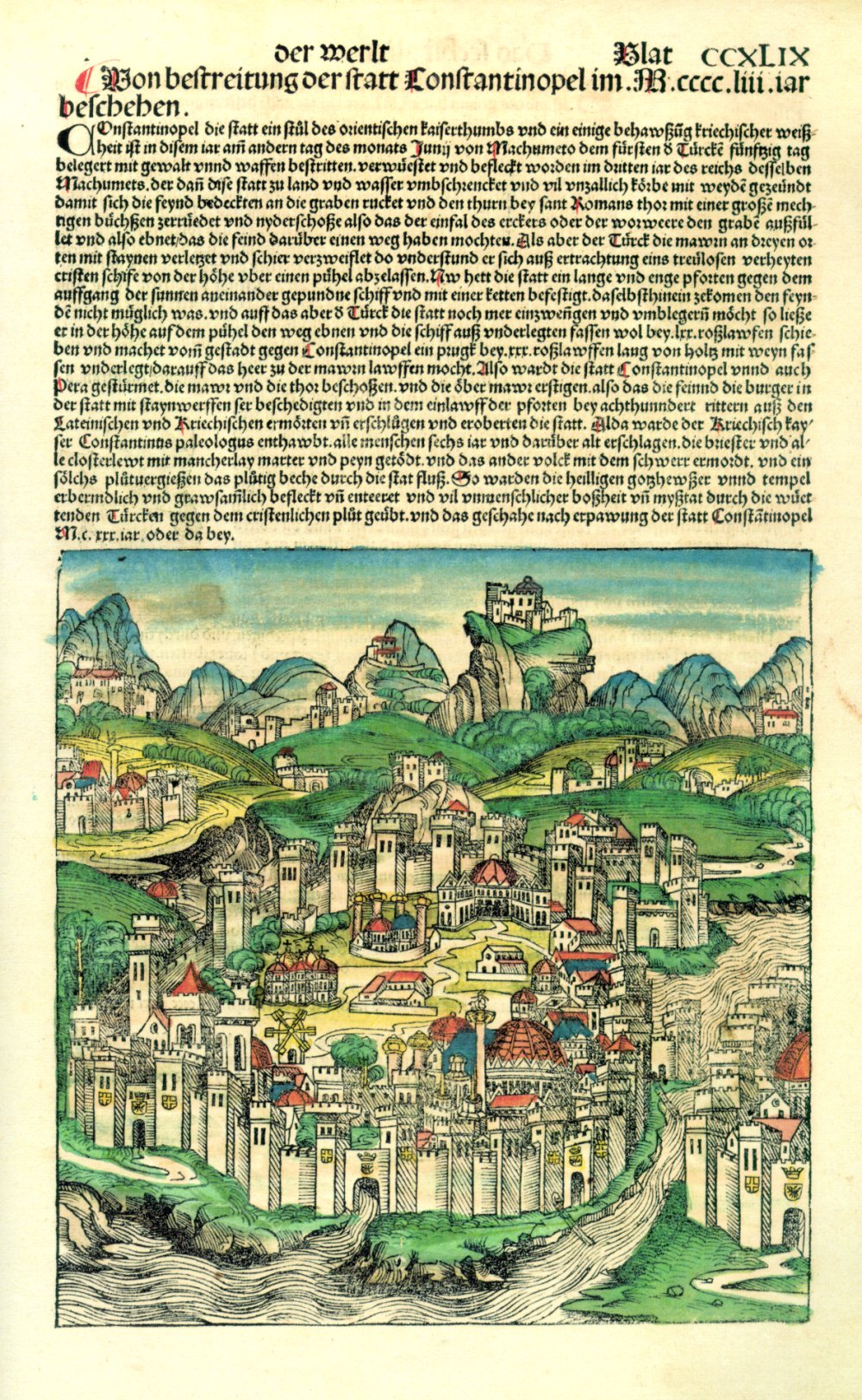
Гравюра из «Нюрнбергской хроники» Хартмана Шеделя, 1493 год.

К XV веку память о персоне, которой посвящена статуя, начала забываться. Некоторые полагали, что это основатель города, Константин Великий, а Кириак Анконский, оставивший нам рисунок колонны, полагал, что это Ираклий. Широко было распространено представление, что колонна и, в частности, шар лат. globus cruciger, или яблоко, как он был известен в народе, является гением места. Соответственно, его падение в период между 1422 и 1427 годами было воспринято как знамение грядущей катастрофы.
Непосредственно после падения Константинополя в 1453 году османы не стали демонтировать статую. По крайней мере, на основании анализа гравюр из «Хроники» немецкого путешественника Хартмана Шеделя можно сделать вывод что, в 1490 году она ещё находилась на колонне. Разрушение статуи и колонны произошло около 1515 года. Пьер Жиль, французский учёный, посетивший город в 1540-х годах, оставил свидетельство о фрагментах статуи, лежавших во дворце Топкапы, перед тем как они были переплавлены на пушки:
Среди фрагментов были нога Юстиниана, выше моего роста, и его нос, длиной больше девяти дюймов. Я не отважился измерить ногу лошади [...] но тайно измерил одно из копыт и оно было девяти дюймов в высоту.